# Dennis Veenker
Dennis Veenker (Damwâld, 23 augustus 1992) is een Nederlands bobsleeër en atleet.
Veenker deed aan atletiek en was gespecialiseerd in de meerkamp en haalde in het polsstokhoogspringen de nationale top. In 2013 begon hij met bobsleeën. In 2015 kwam hij als remmer in het team van piloot Ivo de Bruin. Alhoewel het team zich aanvankelijk niet wist te plaatsen, werden ze door NOC*NSF toegevoegd voor deelname aan de Olympische Winterspelen 2022. Veenker nam als remmer deel aan de viermansbob (26e).